# ハーロウ・タウンFC
ハーロウ・タウン・フットボール・クラブ（Harlow Town Football Club）は、イングランドのエセックス州ハーロウを本拠地とするサッカークラブチームである。2017-2018シーズンはイスミアンリーグ・プレミアディヴィジョン（7部相当）に所属。

## クラブ各種記録
一試合最多観客動員数
- 9,723人 vs レスター・シティ 1980.1.8

一試合最多得点勝利試合
- 14-0 vs ビショップズ・ストラトフォード 1925.4.11

一試合最多得点引分試合
- 5-5 vs サウスオール 1975.2.1

一試合最多失点敗戦試合
- 0-11 vs ウェア 1948.3.6

## タイトル

### 国内タイトル
- イスミアンリーグ・ディヴィジョン1:1回

1978-1979
- イスミアンリーグ・ディヴィジョン2・ノース:1回

1988-1989
- アセニアンリーグ・ディヴィジョン1:1回

1971-1972
- エセックス・シニアカップ:1回

1978-1979
- イースト・アングリアンカップ:3回

1989-1990,2001-2002,2005-2006
- ロンドンリーグ・リーグカップ:1回

1959-1960
- ウェストエセックス・ボルダー・チャリティーカップ:1回

1923-1924
- スパルタンリーグ・ディヴィジョン1・カップ:1回

1952-1953
- イーストハーツリーグ・ディヴィジョン1:4回

1911-1912,1922-1923,1928-1929,1929-1930
- イーストハーツリーグ・チャレンジカップ:3回

1929-1930,1930-1931,1931-1932
- スタンステッド&ディストリクトリーグ・ディヴィジョン1:4回

1923-1924,1924-1925,1927-1928,1928-1929
- ローレストン・カップ:1回

1924-1925
- エッピング・ホスピタルシールド:4回

1938-1939,1946-1947,1947-1948,1948-1949

### 国際タイトル
- なし